# Zentrale Fachstelle (Wohnungsnotfallhilfe)
Die zentrale Fachstelle ist eine Bezeichnung für eine integrierte Organisationseinheit in der Kommunalverwaltung für die Wohnungsnotfallhilfe.

## Bezeichnungen
Es werden regional und kommunal unterschiedliche erweiternde Bezeichnungen verwendet:
Zentrale Fachstelle (für) Wohnen, […] für Wohnungslosenhilfe, […] für Wohnungsnotfälle, […] für Wohnraumsicherung […], für Wohnungshilfen, […] für Hilfen in Wohnungsnotfällen, […] der Wohnungsnotfallhilfe, […] zur Verhinderung von Obdachlosigkeit (FOL) und ähnliche. In einigen Städten werden diese Einrichtungen auch Fachstelle zur Vermeidung (und Überwindung / Behebung) von Wohnungslosigkeit genannt.

## Anbindung
Zentrale Fachstellen der Wohnungsnotfallhilfe befinden sich in Deutschland uneinheitlich in unterschiedlichen Verwaltungsebenen, der Bezirke, Kommunen und Kreise, aber auch, wie das Beispiel der Zentralen Beratungsstelle Niedersachsen zeigt, auf Landesebene.
Zum Teil werden sie auch von eingetragenen Vereinen der freien Wohlfahrtspflege, wie z. B. der Caritas getragen und betrieben.

## Geschichte
Mit dem Übergang von stationären zu überwiegend ambulanten und lebenslageorientierten Konzepten der Wohnungslosenhilfe entstand ab Mitte der 1970er Jahre die Forderung nach Einrichtung von kommunalen Fachstellen der Wohnungsnotfallhilfe.

## Aufgaben und Zuständigkeiten
Die Aufgaben der Zentralen Fachstelle für Wohnungsnotfallhilfe umfassen alle Leistungen und Angebote, die zur Verhinderung von drohender Wohnungslosigkeit oder für den Abbau eben solcher notwendig sind. Dazu gehören Fachberatungen bei Rückstand der Mietzahlungen, Kündigung der Wohnung, Räumungsklage, Zwangsräumung und unterstützende Beratung bei Wohnungssuche, Unterstützung beim Umgang mit Ämtern und Behörden, bei Antragstellung für Sozialwohnung und Wohngeld bis hin zur Übernahme von Mietrückständen oder auch die Übernahme von Verfahrenskosten bei einer anstehenden Räumungsklage. Die gesetzliche Grundlage für die Gewährung von Wohnungsnotfallhilfe ist § 67 SGB XII. Die Schnittstellen zwischen den unterschiedlichen (sozial-, wohnungs- und ordnungspolitischen) Verwaltungsbereichen und die notwendigen Abläufe werden an einer zentralen Stelle in der Verwaltung konzentriert, so dass Kompetenzunklarheiten und Doppelarbeiten vermieden werden. In einer solchen Fachstelle werden die entsprechenden Leistungen und Kompetenzen vernetzt bzw. gebündelt, um so den betroffenen Personen (sogenannte Wohnungsnotfälle) schnell und umfassend helfen zu können.
Im Bericht ›Zentrale Fachstellen zur Hilfe in Wohnungsnotfällen‹ ist der Begriff der Zentralen Fachstelle wie folgt definiert:
„In der Zentralen Fachstelle werden alle Produkte und Leistungen zur Vermeidung und Bekämpfung von Wohnungslosigkeit unter einer Leitungsverantwortung zusammengefasst.“